# NGC 240
NGC 240 ist eine Linsenförmige Galaxie vom Hubble-Typ S0/a im Sternbild Fische auf der Ekliptik. Sie ist schätzungsweise 552 Millionen Lichtjahre von der Milchstraße entfernt und hat einen Durchmesser von etwa 270.000 Lichtjahren. Vom Sonnensystem aus entfernt sich die Galaxie mit einer errechneten Radialgeschwindigkeit von näherungsweise 12.200 Kilometern pro Sekunde.
Im selben Himmelsareal befinden sich unter anderem die Galaxien PGC 212591, PGC 1289499, PGC 1294548, PGC 1296915.
Das Objekt wurde am 22. Oktober 1886 vom US-amerikanischen Astronomen Lewis A. Swift entdeckt.